# NGC 6992
NGC 6992 (другое обозначение — CED 182B) — эмиссионная туманность в созвездии Лебедя. Является частью обширной туманности Вуаль (с восточной стороны).
Этот объект входит в число перечисленных в оригинальной редакции «Нового общего каталога».